# Saint-Paul-en-Chablais
Saint-Paul-en-Chablais település Franciaországban, Haute-Savoie megyében. Lakosainak száma 2598 fő (2022. január 1.). Saint-Paul-en-Chablais Bernex, Larringes, Lugrin, Maxilly-sur-Léman, Neuvecelle és Vinzier községekkel határos.

## Népesség
A település népessége az elmúlt években az alábbi módon változott:
| Lakosok száma | 2236 | 2340 | 2470 | 2412 | 2393 | 2487 | 2522 | 2560 | 2598 |
|               | 2013 | 2015 | 2016 | 2017 | 2018 | 2019 | 2020 | 2021 | 2022 |